# Tartu Maraton

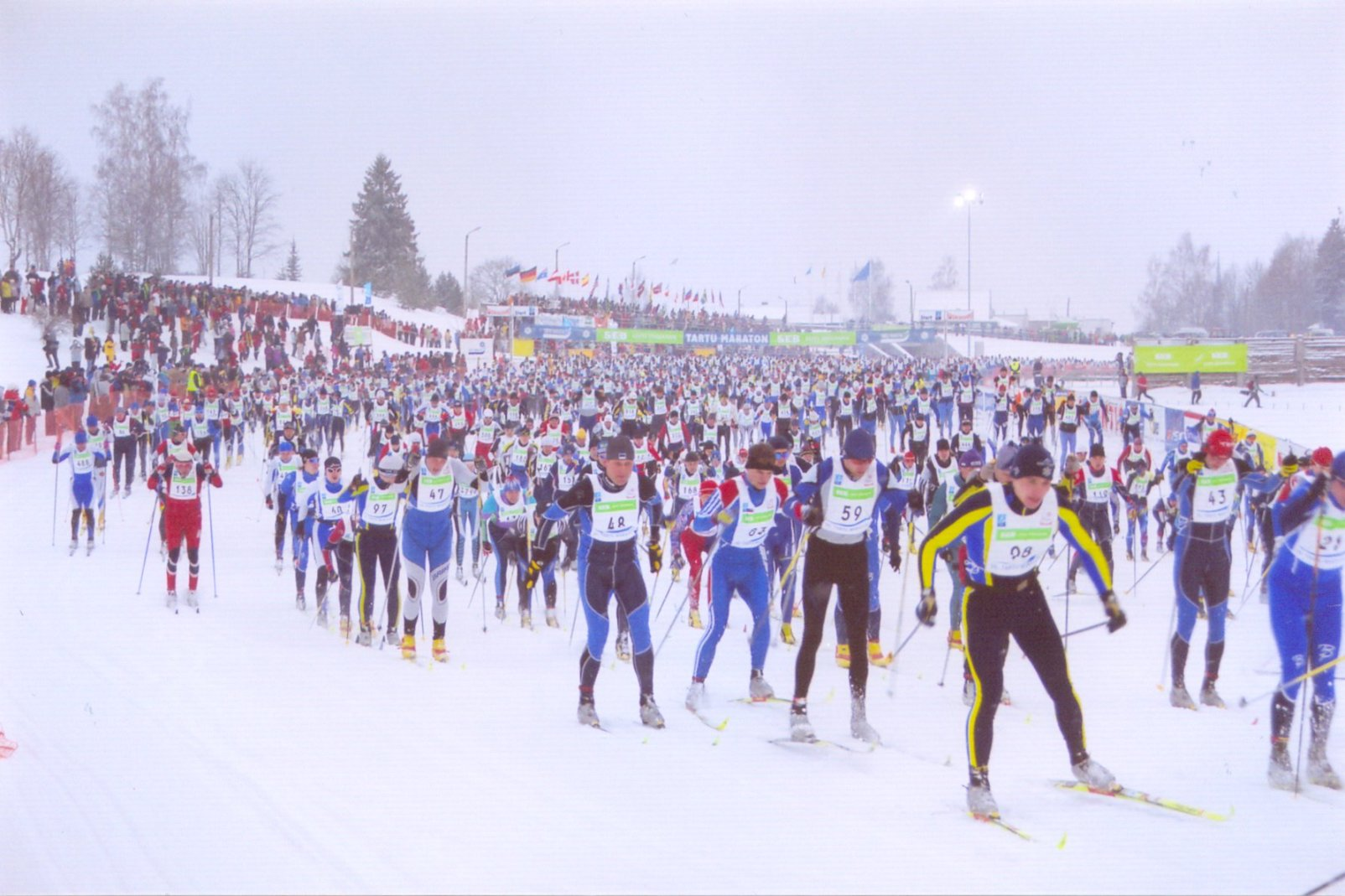
Tartu Maraton de 2006.

Le Tartu Maraton est une course annuelle de ski de fond de longue distance, dans la région de Tartu entre Otepää et Elva. Elle a été créée en 1960, et est maintenant inscrite au Worldloppet. Sa longueur a varié au fil des ans, mais est depuis 2003 fixée à 63 kilomètres, parcourus en style classique.
En février 2022, la 48ème édition du Tartu Maraton a bénéficié d'une exception de la part du gouvernement estonien pour avoir lieu. Il a d'ailleurs compté 4000 participants dans sa version longue de 63km et 2000 dans sa version plus courte de 31 km.